# František Franěk (1901)
František Franěk (10. února 1901 Smíchov – 14. listopadu 1973 Praha) byl český a československý sportovní plavec a pólista, účastník olympijských her 1920 a 1924.
Závodnímu plavání a vodnímu pólu se věnoval od roku 1920 v pražském plaveckém klubu APK Praha, který vznikl odchodem členů oddílů plavání AC Sparta Praha. V plavání byl většinou členem štafet a jako pólista hrál postu obránce. V roce 1920 byl nominován na olympijské hry v Antverpách jako náhradník československého pólového týmu, a protože jeden z hráčů základní sestavy odmítl kvůli špatným podmínkám nastoupit (voda o teplotě 10 °C), zahrál si na postu obránce v zápase se Švédskem. V roce 1924 byl již členem základní sestavy na olympijských hrách v Paříži. Vodní pólo hrál aktivně do roku 1932. Po skončení sportovní kariéry byl rozhodčím ve vodním pólu.
Zemřel v roce 1973.